# 利纳尔 (克勒兹省)
利纳尔（法語：Linard，法語發音：[linaʁ]）是法国克勒兹省的一个旧市镇，位于该省北部略偏西，属于盖雷区。2019年，利纳尔与市镇马尔瓦勒合并为新市镇利纳尔-马尔瓦勒，利纳尔为新市镇行政中心。

## 地理
利纳尔（46°21'30"N, 1°52'23"E）面积12.6 平方千米，位于法国新阿基坦大区克勒兹省，该省份为法国中部省份，位于法國中央高原西北部，北起安德尔省和谢尔省，西接维埃纳省，南至科雷兹省，东临多姆山省，东北与阿列省接壤。
与利纳尔接壤的市镇（或旧市镇、城区）包括：卢杜埃圣皮埃尔、博纳、谢尼耶、马尔瓦勒、莫尔特鲁。
利纳尔的时区为UTC+01:00、UTC+02:00（夏令时）。

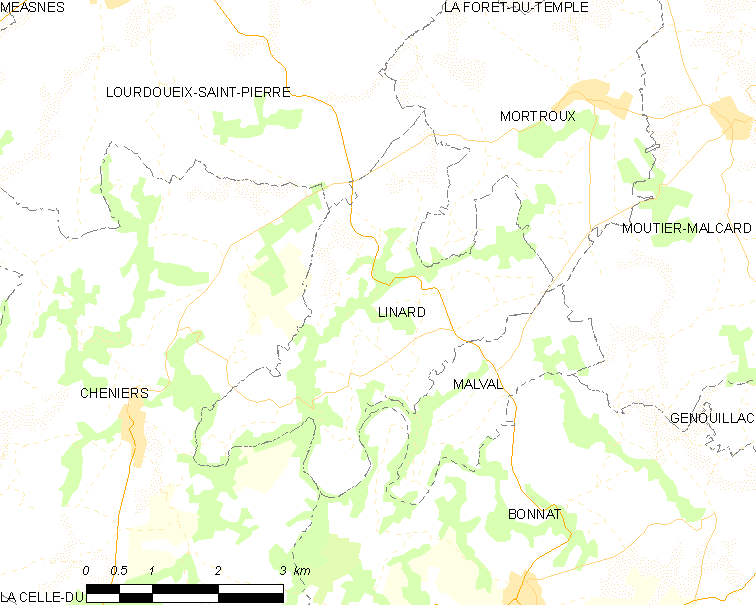
利纳尔的OSM定位图

## 行政
利纳尔的邮政编码为23220，INSEE市镇编码为23109。

## 政治
利纳尔所属的省级选区为博纳县。

## 人口

1962-2008年间利纳尔人口变化图示

利纳尔于2018年1月1日时的人口数量为165人。